# John Tinniswood
John Alfred Tinniswood (Liverpool, 26 agosto 1912 – Southport, 25 novembre 2024) è stato un supercentenario britannico. che visse fino all'età di 112 anni e 91 giorni. Dopo la morte del cinese Shi Ping, divenne la persona di sesso maschile più longeva vivente la cui età fosse stata verificata dal Gerontology Research Group; secondo il Guinness dei primati, invece, Tinniswood risultava l'uomo più longevo al mondo già dal 2 aprile 2024, alla morte del 114enne venezuelano Juan Vicente Pérez Mora.

## Biografia
John Tinniswood non poté arruolarsi come soldato durante la seconda guerra mondiale a causa di alcuni problemi alla vista; divenne quindi funzionario amministrativo del Royal Arm Pay Corps, il corpo d'armata incaricato di gestire le finanze dell'esercito britannico; svolse anche funzioni logistiche, come il rintracciamento dei soldati dispersi e la gestione dei rifornimenti di cibo; In tempo di guerra conobbe la sua futura moglie, Blowden Roberts, a una festa di ballo. sposatasi nel 1942, la coppia ebbe l'unica figlia, Susan, l'anno successivo.
Tinniswood lavorò come ragioniere prima per la compagnia postale Royal Mail, poi per Shell-Mex and BP, partnership tra due compagnie petrolifere; andò in pensione nel 1972. Sua moglie morì di tumore al polmone nel 1986, dopo 44 anni di matrimonio.
In età avanzata, John Tinniswood si traferì presso una casa di riposo di Southport, nella contea del Merseyside. Il suo centodecimo compleanno, nell'agosto 2022, fu celebrato con uno spettacolo musicale presso la casa di cura dove Tinniswood risiedeva; in quell'occasione, l'uomo ricevette in regalo un orologio della squadra di calcio del Liverpool, di cui era tifoso.
Ad aprile 2024, John Tinniswood risultava avere quattro nipoti e tre pronipoti.

## Longevità
John Tinniswood divenne l'uomo vivente più longevo del Regno Unito il 25 settembre 2020, con la morte del 108enne Harry Fransman. Nelle interviste rilasciate in occasione del 109º e del 111º compleanno, dichiarò che il segreto della sua longevità sarebbe stata la morigeratezza..
Il 2 aprile 2024 divenne la persona di sesso maschile vivente più longeva al mondo secondo il Guinness dei primati, con la morte del 114enne Juan Vicente Pérez Mora; peraltro il Gerontology Research Group, ente internazionale di ricerca gerontologica, ha ufficialmente stabilito che il politico cinese Shi Ping, deceduto il 29 giugno 2024, era nato il 1º novembre 1911 (quasi 10 mesi prima di Tinniswood), risultando dunque, dopo la morte di Pérez Mora e per quasi tre mesi, l'uomo verificato più longevo al mondo al posto del britannico. In ogni caso, il 4 aprile 2024, Tinniswood ricevette dal Guinness dei primati il certificato del record maschile di longevità tra le persone viventi, affermando nell'occasione che la sua longevità sarebbe stata frutto di semplice fortuna e di non aver influenzato in positivo, mediante il suo stile di vita, il naturale corso degli eventi.